# Timor Zachodni

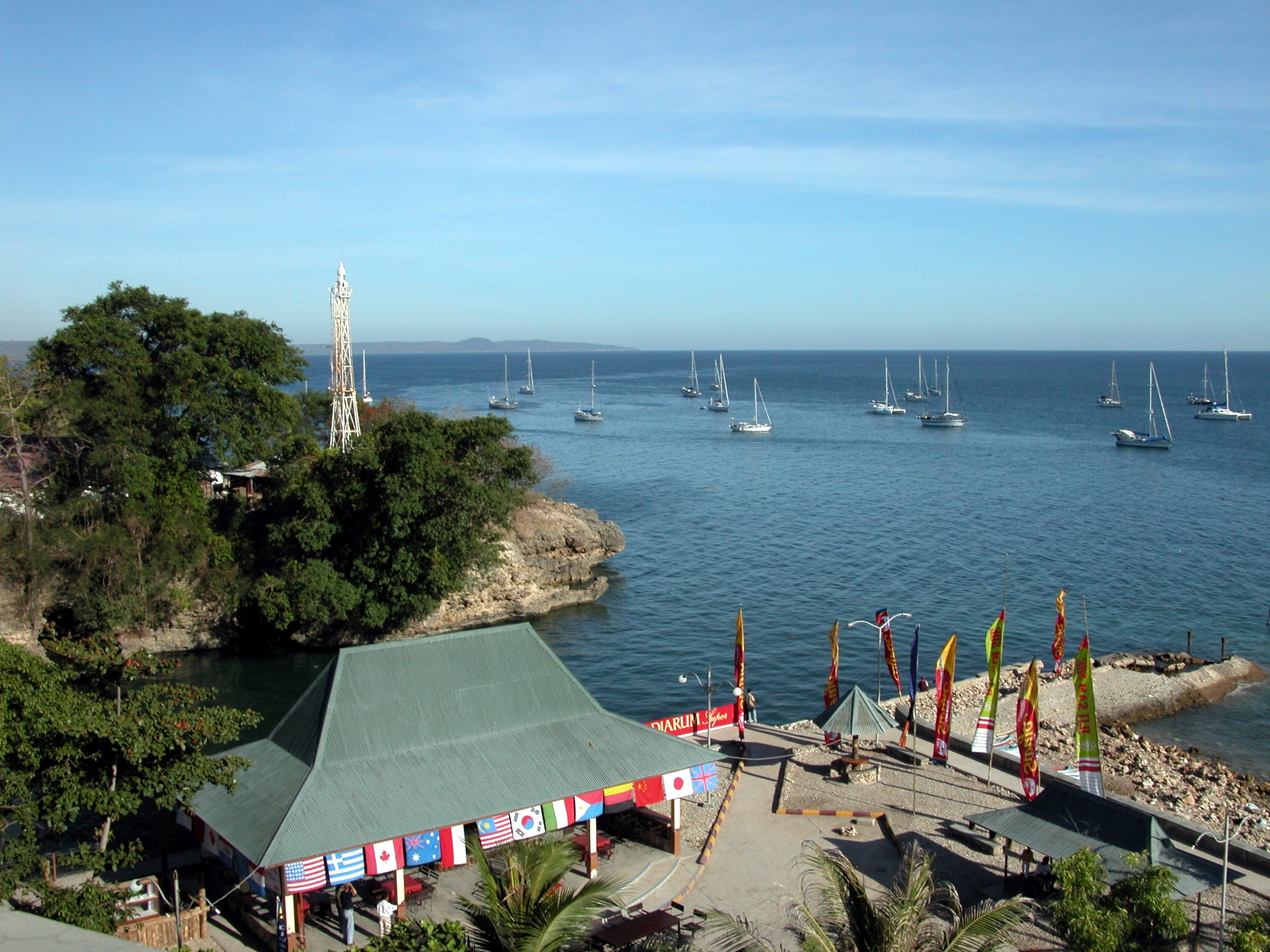
Kupang

Timor Zachodni (indonez. Timor Barat) – zachodnia część wyspy Timor z wyjątkiem dystryktu Oecussi-Ambeno, będącego eksklawą Timoru Wschodniego. Według stanu na 2019 rok liczy blisko 2 mln mieszkańców na powierzchni 14 732,35 km². Gęstość zaludnienia to 130 mieszkańców/km².
Administracyjnie Timor Zachodni jest częścią prowincji Małe Wyspy Sundajskie Wschodnie w Indonezji. Stolicą i głównym portem jest Kupang. W okresie kolonialnym obszar ten nosił nazwę Timor Holenderski i był centrum holenderskich lojalistów podczas Indonezyjskiej Rewolucji Narodowej (1945–1949). Od 1949 do 1975 był nazywany Timorem Indonezyjskim.